# Armelle Gysen
Armelle Gysen, ook bekend als Armelle, (Brussel, 29 januari 1972) is een Belgisch Franstalig televisiepresentatrice en politica actief voor Les Engagés.

## Biografie
Armelle Gysen studeerde in 1996 af als licentiate in de journalistiek en de communicatie aan de Université libre de Bruxelles en ging als journaliste en presentatrice aan de slag bij de Radio-Télévision belge de la Communauté française (RTBF). In 2000 richtte ze haar eigen bedrijf op, waarmee ze mediatraining en trainingen voor spreken voor een publiek aanbiedt. 
Ze presenteerde op de RTBF samen met Jacques Mercier het culturele quizprogramma Forts en tête, alsook programma's als het amusementsprogramma Quelque chose en nous de..., het entertainmentprogramma Bonnie and Clyde en de liefdadigheidsshow Cap 48. Ze werkte ook kort samen met Vincent Perrot aan TF1 in het programma l'Emission des Records. Van 2015 tot 2022 was ze de hoofdpresentatrice van Les Ambassadeurs, een wekelijks magazine gewijd aan toerisme, erfgoed en het platteland. Ze werd opgevolgd door Nathalie Guirma.
In oktober 2023 kondigde de politieke partij Les Engagés aan dat Armelle Gysen zich bij hen zou voegen voor de Waalse verkiezingen van 9 juni 2024 in de kieskring Waals-Brabant. Ze werd op 9 juni 2024 verkozen tot lid van het Waals Parlement en nam als dusdanig tevens zitting in het Parlement van de Franse Gemeenschap.

## Trivia
Armelle is een van de stemmen in de Franstalige versie van Ice Age.

## Privé
Armelle, weduwe van de Belgische zanger Jeff Bodart, hertrouwde in 2010 met graaf Frédéric d'Aspremont Lynden, met wie ze twee zonen kreeg. Ze scheidde van hem in 2016.